# Mumintrollet och kometjakten
Mumintrollet och kometjakten, även känd i Finland som Mumintrollen och kometen, (finska: Muumi ja punainen pyrstötähti) är en finsk dockfilm från 2010 i regi av Maria Lindberg. Filmen är baserad på Tove Janssons roman Kometen kommer. Den hade premiär i Finland den 6 augusti 2010.
Filmen är en hopklippt, restaurerad och 3D-versionerad omarbetning av den polska TV-serien Mumintrollen från sent 1970-tal.

## Röstskådespelare
| Figur        | Finsk röst       | Svensk röst         | Engelsk röst        |
| ------------ | ---------------- | ------------------- | ------------------- |
| Berättare    | Tapani Perttu    | Mark Levengood      | Max von Sydow       |
| Mumintrollet | Jasper Pääkkönen | Markus Riuttu       | Alexander Skarsgård |
| Muminpappan  | Tapani Perttu    | Frank Skog          | Stellan Skarsgård   |
| Muminmamman  | Johanna Viksten  | Maria Sid           | Kathleen Fee        |
| Sniff        | Ilpo Mikkonen    | André Wickström     | Mads Mikkelsen      |
| Snusmumriken | Taneli Mäkelä    | Marcus Groth        | Peter Stormare      |
| Snorkfröken  | Elsa Saisio      | Åsa Wallenlus       | Helena Mattsson     |
| Bisamråttan  | Jarmo Koski      | Max Bremer          | Terrence Scammell   |
| Snorken      | Jarmo Koski      | Max Bremer          | Arthur Holden       |
| Hemulerna    | Jarmo Koski      | Max Bremer          | Stellan Skarsgård   |
| Professorn   | ?                | Marcus Groth        | ?                   |
| Butiksgumman | ?                | Johanna af Schultén | Kathleen Fee        |

- Svensk röstregi – Elisabeth Öhman[16]

## Musik
Filmens signaturmelodi, "The Comet Song", är skriven av Björk och Sjón och framförd av Björk. Den gavs ut på singel den 6 september 2010 av One Little Indian Records.

### Fotnoter
1. 1 2 3 4 5 6 7 8 9 10 11 12 13 14 15 16 17 18 19 20  Muumi ja punainen pyrstötähti, Elonet (på finska), läs online, läst: 12 februari 2023.[källa från Wikidata]
2. ↑  Muumi ja punainen pyrstötähti, La Cinémathèque Française (på finska), läs online, läst: 12 februari 2023.[källa från Wikidata]
3. 1 2 3 4 5 6 7  Mumintrollet och kometjakten, Svensk Filmdatabas, läs online, läst: 12 februari 2023.[källa från Wikidata]
4. 1 2 3 4 5 6  Muumi ja punainen pyrstötähti, LUMIERE (på finska), läs online, läst: 12 februari 2023.[källa från Wikidata]
5. ↑  Mummitrollet - kometen kommer (på norska), Filmfront, läs online, läst: 12 februari 2023.[källa från Wikidata]
6. ↑  Múmínálfarnir og halastjarnan, Kvikmyndir (på isländska), läs online, läst: 12 februari 2023.[källa från Wikidata]
7. ↑  JeanDavid Blanc, Les Moomins et la chasse à la comète, AlloCiné (på franska), läs online, läst: 12 februari 2023.[källa från Wikidata]
8. ↑  המומינים במרדף אחר כוכב שביט (på hebreiska), läs online, läst: 12 februari 2023.[källa från Wikidata]
9. ↑  Artur Gortych, Muminki w pogoni za kometą, Filmweb (på polska), läs online, läst: 12 februari 2023.[källa från Wikidata]
10. ↑  läs online, nmhh.hu , läst: 12 februari 2023.[källa från Wikidata]
11. ↑  Üstökös a Mumin-völgy fölött, PORT.hu (på ungerska), läs online, läst: 12 februari 2023.[källa från Wikidata]
12. ↑  映画アニメ 劇場版 ムーミン谷の彗星 パペットアニメーション, allcinema (på japanska), läs online, läst: 12 februari 2023.[källa från Wikidata]
13. ↑  劇場版 ムーミン谷の彗星 パペット・アニメーション, filmdatabasen KINENOTE (på japanska), läs online, läst: 12 februari 2023.[källa från Wikidata]
14. ↑  ”Muumi ja punainen pyrstötähti”. Elonet. https://elonet.finna.fi/Record/kavi.elonet_elokuva_1493406. Läst 17 januari 2022.
15. ↑  "Mumintrollet och kometjakten". Svenska Dagbladet. Läst 21 oktober 2011.
16. 1 2  ”Mumintrollet och kometjakten (2010) - SFdb”. https://www.svenskfilmdatabas.se/sv/item/?type=film&itemid=72424. Läst 12 februari 2023.